# Tarek Boukensa
Tarek Boukensa (arabisch طارق بوكنسة; * 19. November 1981 in Annaba) ist ein algerischer Mittelstreckenläufer, der sich auf die 1500-Meter-Strecke spezialisiert hat.
Der Fünfte bei den Afrikameisterschaften 2002 schied bei den Weltmeisterschaften 2003 in Paris/Saint-Denis im Halbfinale und bei den Olympischen Spielen 2004 in Athen im Vorlauf aus.
Bei den Weltmeisterschaften 2005 in Helsinki wurde er Achter, bei den Afrikameisterschaften 2006 in Bambous gewann er die Bronzemedaille, und bei den Weltmeisterschaften 2007 in Osaka wurde er Fünfter.
2008 erreichte er bei den Olympischen Spielen in Peking das Halbfinale, und bei den Weltmeisterschaften 2009 in Berlin schied er im Vorlauf aus.

## Persönliche Bestzeiten
- 800 m: 1:46,10 min, 20. Juli 2006,
- 1000 m: 2:16,13 min, 9. Juni 2006
- 1500 m: 3:30,92 min, 13. Juli 2007
- 1 Meile: 3:49,95 min, 29. Juli 2005
- 3000 m: 7:43,23 min, 12. Juni 2005
- 5000 m: 13:33,83 min, 11. Juni 2009